# Lokuta (Märjamaa)
Pour les articles homonymes, voir Lokuta.
Lokuta est un village de la commune de Märjamaa du comté de Rapla en Estonie.